# Lotus rigidus
Lotus rigidus là một loài thực vật có hoa trong họ Fabaceae, bản địa của Mojave Desert, miền nam Hoa Kỳ và tây bắc México.